# レイクサイド磐光
レイクサイド磐光（レイクサイドばんこう）は、福島県の中央にある猪苗代湖に面した宿泊施設。
広い駐車場やドライブインを併設し、家族連れを中心に多くの観光客が訪れる。
アルカリ単純泉の泉質で人気の志田浜温泉を利用しており、日帰り入浴の可能な施設としても有名である。
猪苗代湖は全国でも有数の高い透明度を誇り、夏になると避暑地を兼ねた湖水浴場として広く利用されている。
志田浜は冬になるとシベリアから多くの白鳥が飛来し、時にはその数が200羽を超えることも多い。この施設は目の前が志田浜になっており、冬場には暖炉のあるロビーからでも白鳥を観察することが可能である。